# Erick Mombaerts
Erick Mombaerts (født 21. april 1955) er en tidligere fransk fodboldspiller og træner.